# Stegastes

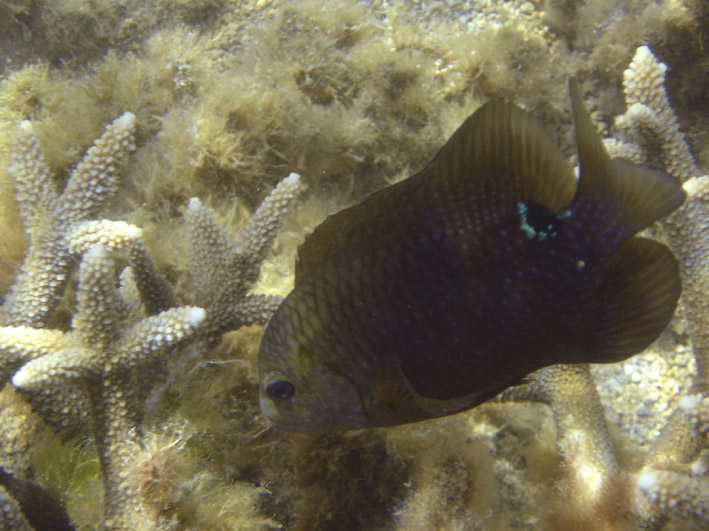
Stegastes nigricans

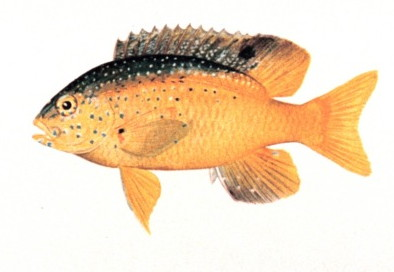
Stegastes leucostictus

Stegastes és un gènere de peixos de la família dels pomacèntrids i de l'ordre dels perciformes.

## Taxonomia
- Stegastes acapulcoensis (Fowler, 1944)[2]
- Stegastes adustus (Troschel a Müller, 1865)[3]
- Stegastes albifasciatus (Schlegel i Müller, 1839)[4]
- Stegastes altus (Okada i Ikeda, 1937)[5]
- Stegastes apicalis (De Vis, 1885)[6]
- Stegastes arcifrons (Heller i Snodgrass, 1903)[7]
- Stegastes aureus (Fowler, 1927)[8]
- Stegastes baldwini (Allen Woods, 1980)[9]
- Stegastes beebei (Nichols, 1924)[10]
- Stegastes diencaeus (Jordan i Rutter, 1897)[11]
- Stegastes dorsopunicans (Poey, 1868)
- Stegastes emeryi (Allen i Randall, 1974)[12]
- Stegastes fasciolatus (Ogilby, 1889)[13]
- Stegastes flavilatus (Gill, 1862)[14]
- Stegastes fuscus (Cuvier a Cuvier i Valenciennes, 1830)[15]
- Stegastes gascoynei ' (Whitley, 1964)[16]
- Stegastes imbricatus (Jenyns, 1840)[1]
- Stegastes insularis (Allen i Emery, 1985)[17]
- Stegastes leucorus (Gilbert, 1892) [18]
- Stegastes leucostictus (Müller i Troschel a Schomburgk, 1848)[19]
- Stegastes limbatus (Cuvier a Cuvier i Valenciennes, 1830)[15]
- Stegastes lividus (Forster a Bloch i Schneider, 1801)[20]
- Stegastes lubbocki (Allen i Smith, 1992)[21]
- Stegastes nigricans (Lacépède, 1802)[22]
- Stegastes obreptus (Whitley, 1948)[23]
- Stegastes otophorus (Poey, 1860)[24]
- Stegastes partitus (Poey, 1868)[25]
- Stegastes pelicieri (Allen i Emery, 1985)[17]
- Stegastes pictus (Castelnau, 1855)[26]
- Stegastes planifrons (Cuvier a Cuvier i Valenciennes, 1830)[15]
- Stegastes rectifraenum (Gill, 1862)[14]
- Stegastes redemptus (Heller i Snodgrass, 1903)[27]
- Stegastes robertsoni (Randall, 2001)[28]
- Stegastes rocasensis (Emery, 1972)[29]
- Stegastes sanctaehelenae (Sauvage, 1879)[30]
- Stegastes sanctipauli (Lubbock i Edwards, 1981)[31]
- Stegastes trindadensis (Gasparini, Moura, i Sazima, 1999)
- Stegastes uenfi (Novelli, Nunan i Lima, 2000)[32]
- Stegastes variabilis (Castelnau, 1855)[26]